# دومینیک بوشرو
دومینیک بوشرو (فرانسوی: Dominique Boschero‎؛ زادهٔ ۲۷ آوریل ۱۹۳۷) بازیگر فرانسوی-ایتالیایی است.
متولد پاریس از والدینی ایتالیایی، دومینیک بوشرو دوران کودکی خود را تا سن ۱۵ سالگی نزد پدربزرگ و مادربزرگش در فراسینو ایتالیا گذراند، و سپس به پاریس بازگشت. پس از آغاز فعالیت در تئاتر و سینما در اواسط دهه ۱۹۵۰، او در سال ۱۹۶۰ به ایتالیا بازگشت، جایی که به ستاره‌ای در فیلم‌های ژانری تبدیل شد و گاه‌به‌گاه در نقش‌های دراماتیک و کمدی نیز ظاهر شد. او در دهه ۱۹۷۰ فعالیت‌هایش را کاهش داد و در اواسط این دهه بازنشسته شد. او هم‌اکنون در فراسینو زندگی می‌کند.
از فیلم‌هایی که وی در آنها نقش داشته‌است، می‌توان به به بانو تجاوز شده است، لیبیدو، پاریس در تب‌وتاب، تمامی رنگ‌های تاریکی، عشاق و دیگر وابستگان و داستان دو شهر اشاره کرد.